# 沖駅 (岐阜県)
沖駅（おきえき）は、かつて羽島郡上中島村沖（現・羽島市）に存在した、名古屋鉄道竹鼻線の駅。
2001年10月1日の廃止区間（江吉良駅 - 大須駅）のうち中区駅 - 市之枝駅間に存在した。駅跡は羽島市立中島中学校の南東付近。痕跡は殆ど無い。

## 歴史
- 1929年（昭和4年）4月1日 - 栄町駅・大須駅間開業に際し、竹鼻鉄道（美濃電気鉄道の系列会社）の駅として開設。
- 1943年（昭和18年） - 合併により名古屋鉄道の駅となる。
- 1944年（昭和19年） - 休止。
- 1969年（昭和44年）4月5日 - 廃止。

## 利用状況
『岐阜県統計書』によると、年間乗車人員、降車人員は以下の通りである。
| 年度     | 乗車人員（人） | 降車人員（人） | 出典  |
| -------- | -------------- | -------------- | ----- |
| 1930年度 | 19,264         | 14,195         | [ 3 ] |
| 1931年度 |                |                |       |
| 1932年度 |                |                |       |
| 1933年度 |                |                |       |
| 1934年度 | 3,723          | 6,941          | [ 4 ] |
| 1935年度 | 4,733          | 6,508          | [ 1 ] |

## 隣の駅
所属路線、隣の駅は営業時代のもの。
名古屋鉄道
竹鼻線
中区駅 - 沖駅 - 市之枝駅